# Saint-Jean-Vianney
Ne doit pas être confondu avec Vianney (Québec) ou Saint-Vianney.
Saint-Jean-Vianney est une subdivision du secteur Shipshaw de la ville de Saguenay et un ancien village de la région du Saguenay-Lac-Saint-Jean au Québec (Canada). Le 4 mai 1971, un glissement de terrain majeur entraîne une partie de la municipalité et cause la fermeture définitive du village.
Situé à l'est de la rivière Shipshaw, au sud de la route 172 et à l'ouest de Canton Tremblay, le hameau compte 1 308 habitants lors de l'évacuation de mai 1971. On appelait ses résidents les Viannois et les Viannoises. Depuis décembre 1971, le territoire est inoccupé et un ordre d'évacuation permanent est en vigueur sur les terrains de l'ancienne municipalité ; le développement résidentiel y est proscrit.

## Toponymie
Le lieu est nommé en l'honneur du curé d'Ars.

## Histoire
La colonisation de Saint-Jean-Vianney remonte à la seconde moitié du XIXe siècle. C'est d'abord un hameau agricole qui se développe lentement puis devient, en 1935, une municipalité de paroisse. Il obtient le statut de village en 1952 et croît rapidement au cours des années 60, époque où la majeure partie des infrastructures sont installées et les routes d'accès au village sont améliorées. Le glissement de terrain du 4 mai 1971 fait 31 morts en emportant 41 résidences et freine toute occupation humaine permanente du territoire.
L'économie du village, qui, au début du XXe siècle, s'appuie sur l'agriculture et l'exploitation forestière, devient dépendante de l'économie d'Arvida, Kénogami et Jonquière à mesure que de plus en plus de travailleurs de ces villes y élisent domicile dans les années 60.

### Glissement de terrain du 4 mai 1971
Il était 22 h 50, en pleines séries éliminatoires de hockey. Les Canadiens de Montréal jouaient contre les Black Hawks de Chicago. Télédiffusée tard le soir, cette série a gardé plusieurs personnes éveillées, ce qui a sauvé quelques vies.
Tout à coup, un bruit bizarre se fit entendre et les gens sortirent de chez eux. Ils constatèrent que la terre bougeait sous leurs pieds. Une partie du village de Saint-Jean-Vianney était en train de s'effondrer. Le réseau électrique ayant été touché, le village est plongé dans l'obscurité. La population fut prise de panique. Durant la nuit, une quarantaine de maisons et une trentaine de voitures furent englouties dans un énorme trou de boue.

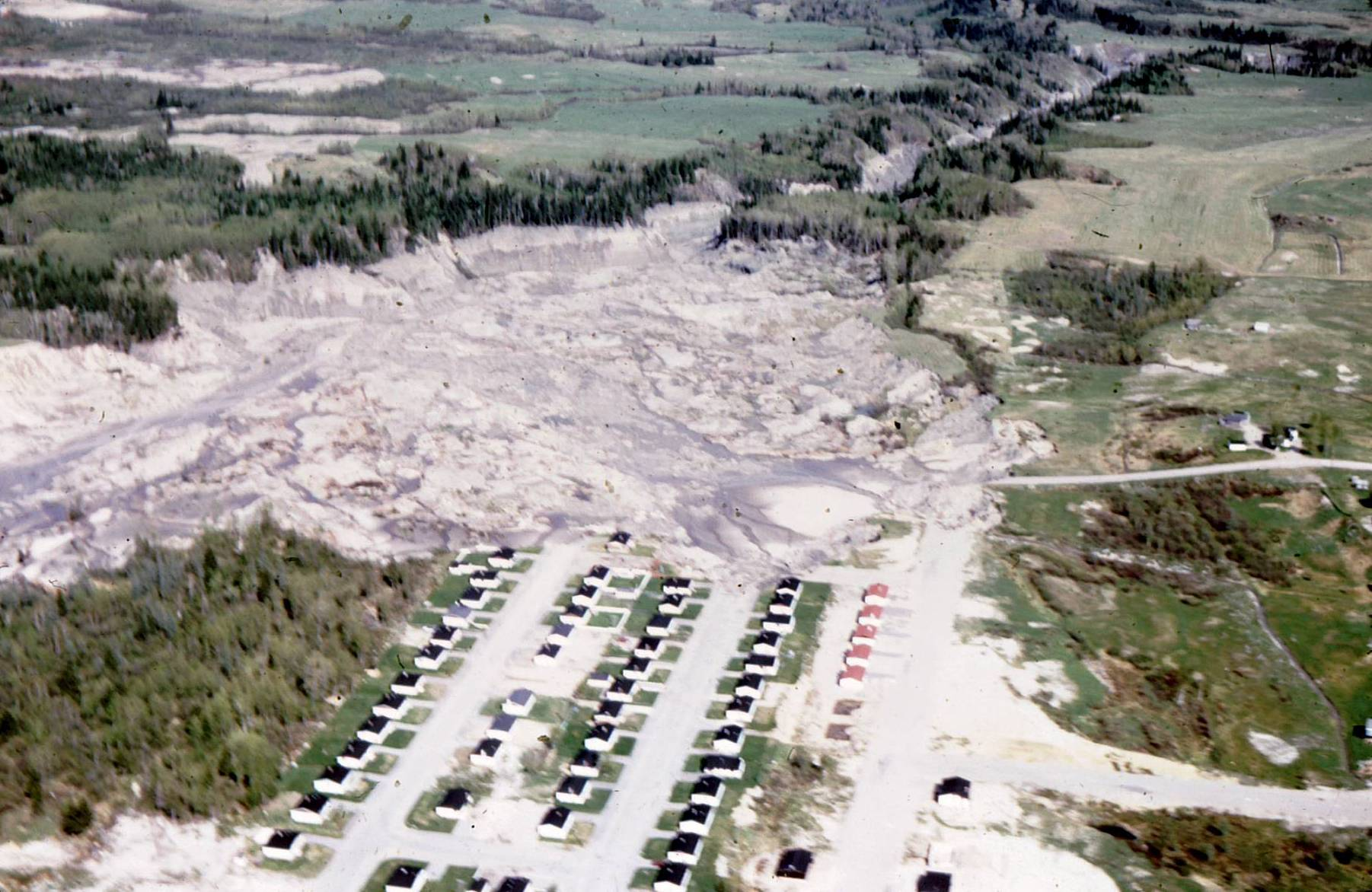
Le cratère de Saint-Jean-Vianney, le 23 mai 1971

Le cratère couvrait une superficie d'environ 32 hectares (quatre-vingts acres) et sa profondeur variait entre cinquante et cent pieds. Quinze millions de tonnes d'argile et de sable furent emportés jusqu'à la rivière Saguenay. Une seule victime du glissement fut retrouvée durant la nuit, sur le toit d'une automobile. Le torrent de boue alla même jusqu'à emporter le pont de la ville allant vers Chicoutimi-Nord. Cette nuit passa à l'histoire du Saguenay et du Québec.
Le bilan de la catastrophe annonce le décès de 31 victimes et la disparition de 56 maisons. Ce sont 1 700 personnes qui doivent être relocalisées. Les pertes matérielles sont évaluées à l'époque à 2 millions de dollars.

### Après le sinistre
Les assureurs refusant de dédommager les résidents de Saint-Jean-Vianney, le gouvernement fédéral annonce une aide monétaire afin de soutenir les sinistrés. Le gouvernement provincial entreprend de mettre sur pied un centre d'accueil et renforce la présence policière autour du lieu de la catastrophe. La recherche des survivants, entamée dès le 5 mai à l'aube avec l'aide d'un hélicoptère de la base militaire de Bagotville, se poursuit avec l'aide de l'armée canadienne. Des experts ingénieurs sont également dépêchés sur les lieux afin de faire l'analyse poussée de la situation.
Dans les heures suivant le glissement de terrain, la zone étant affaiblie, d'autres affaissements mineurs se produisent dans les environs. Pour loger la population n'ayant pas l'autorisation de retourner sur les lieux de leur résidence, la Protection civile organise rapidement un centre d'accueil dans le Centre commémoratif Price de Kénogami. Les sinistrés y sont enregistrés, hébergés, nourris et soignés sous la responsabilité du personnel de la Croix-Rouge. En  48 heures, ce sont quelque 1342 personnes qui y sont conduites, représentant approximativement 240 familles. Deux autres centres sont également mis sur pied à Arvida et à Chicoutimi pour accueillir les sinistrés et faire la cueillette de biens.

#### Recherche des disparus
La recherche des disparus est organisée tant dans le cratère de Saint-Jean-Vianney que dans la Rivière aux Vases et le Saguenay. Au fil des jours, quelques corps inanimés seront retrouvés, mais la grande majorité des victimes disparues le restent encore à ce jour. Des funérailles communes sont organisées le 11 mai 1971 à la cathédrale de Chicoutimi. Ce sont près de 1 200 personnes qui assistent à la cérémonie.

#### Aide aux sinistrés
Un Fonds de secours aux sinistrés est créé le 7 mai 1971 d'une initiative locale portée par le maire du village et René Boudreault, juge de la Cour du bien-être social. Le fonds a comme objectif de venir en aide aux victimes du glissement de terrain en répondant à leurs besoins les plus pressants. Le fonds sert seulement à compléter l'aide déjà accordée par les deux paliers de gouvernement. Le fonds vise à rassembler un million de dollars. Plusieurs industries de la région sont contactées et des activités de financement sont organisées afin d'amasser la somme nécessaire tout au long du mois de mai. Une campagne de souscription est également lancée auprès des Québécois. Au total, ce seront près de 850 000 dollars qui seront amassés par le Fonds de secours aux sinistrés de Saint-Jean-Vianney.

#### Relocalisation
Du 5 mai jusqu'en décembre, on procède à la relocalisation des citoyens de Saint-Jean-Vianney. Le 27 mai 1971, basé sur l'expertise des géologues, le gouvernement du Québec annonce officiellement la fermeture de Saint-Jean-Vianney et la partie évacuée du secteur de Shipshaw. La population n'a d'autre choix que de quitter les lieux.
La plupart des gens refont leur vie à Arvida sur des anciens terrains appartenant à Alcan. On y transporte les maisons une par une jusqu'à leur futur emplacement. L'église de Saint-Jean-Vianney a été démolie par Renald Grenier, entrepreneur, et ses restes incendiés. L'église de Shipshaw a été construite sous les soins de l'abbé Égide Boulianne avec l'argent provenant de la Société d'habitation du Québec (SHQ). Environ 201 maisons sont relocalisées à Arvida par la SHQ, 2 relocalisées par leur propriétaire à Chicoutimi-Nord et 13 par leur propriétaire à Shipshaw. Les nouvelles rues de la ville d'Arvida ont été construites par la SHQ et terminées pour le 15 décembre 1971. L'essentiel du déménagement des maisons était terminé le 15 décembre 1971. L'hôpital d'Arvida n'a rien à voir avec les événements de Saint-Jean-Vianney. Tous les travaux de relocalisation de Saint-Jean-Vianney furent payés par le gouvernement du Québec, Division Société d'habitation du Québec. Ils ont coûté environ 8,6 M$ en 1971.

#### Pression sur le gouvernement
Afin d'éviter qu'une situation semblable se reproduise, le maire de Saint-Jean-Vianney, Lauréat Lavoie, et quelques autres hommes politiques font pression sur le gouvernement provincial afin que le village englouti soit déclaré « Zone sinistrée » et qu'une loi soit adoptée par l'Assemblée nationale prévoyant des mesures préventives. Une commission d'enquête est également demandée, mais le gouvernement décide de conserver simplement les études des ingénieurs du ministère des Richesses naturelles.

### Des signes annonciateurs?
Le 20 avril 1971 à 17 h, chez un citoyen du village, un premier glissement de terrain se produisit. Il avait une superficie de 1,8 ha (200 000 pieds carrés) et une profondeur de 91 m (300 pieds). Après ce premier glissement, il n'y eut pas de réaction de la part des dirigeants du village.
Les jours précédant le drame, des résidents ont rapporté avoir entendu des bruits d'écoulement souterrain dans leur sous-sol. Les animaux de compagnie étaient aussi plus agités qu'à l'habitude.

### Les raisons de la catastrophe
Le territoire de Saint-Jean-Vianney est parcouru par quatre cours d'eau importants. Il y a la rivière aux Vases à l'est, la rivière Shipshaw à l'ouest, située à cinq ou six kilomètres. Au sud, il y a la rivière Saguenay. Finalement, il y a le ruisseau Petit Bras, un affluent de la rivière aux Vases. Selon la plupart des hypothèses, ce dernier serait à l'origine de tout le phénomène.

#### Première hypothèse
Lauréat Lavoie, ancien maire de Saint-Jean-Vianney, croyait, comme la plupart des spécialistes, que le site était à l'origine un marécage. Des anciens disaient qu'on y trouvait de nombreux étangs à castors et d'autres affirmaient même que, dans leur jeunesse, ils y allaient pêcher la truite. Puis, en voyant qu'on persistait à développer ce secteur, ces mêmes gens avaient prévenu en ces termes les nouveaux arrivants : « Vous allez vous perdre dans l'eau et la boue ! » Il a été avancé que le glissement de terrain du 4 mai 1971 ait été provoqué par l'aménagement du quartier domiciliaire. Il est plutôt attribuable aux travaux exécutés quelques années plus tôt sur le ruisseau du Petit Bras, dont le rôle était surtout de drainer les terres avoisinantes. Il avait été creusé et élargi parce qu'on craignait qu'il ne suffise pas à la tâche. En creusant le cours d'eau pour en grossir le débit, on a enlevé la perméabilité de son lit, qui était constitué d'un matériau sablonneux. L'érosion du sol a ensuite eu raison du sable d'autant plus facilement que la pente du cours d'eau, non modifiée, n'était pas suffisante et que son lit n'était plus pourvu de cette membrane qui le rendait imperméable. Avec l'infiltration de l'eau, l'argile du sous-sol s'est désagrégée graduellement et il s'est formé un immense bassin souterrain s'étendant jusque sous le quartier résidentiel du village.
À force de vibrations causées par les activités du village, le sous-sol, qui n'avait plus de point d'appui, s'est affaissé complètement. Les débris ont été emportés par le Petit Bras, qui se déverse dans la rivière aux Vases, affluent du Saguenay.

#### Deuxième hypothèse
Une autre théorie existe à propos du glissement de terrain de Saint-Jean-Vianney. Elle est due à Camille Gagné, ingénieur. Il s'agirait d'un phénomène physique que l'on reproduit en laboratoire en vérifiant les sols. La terre glaise, avec l'eau et la vibration, se désagrège (voire se liquéfie) et la surface s'affaisse subitement, créant un raz-de-marée quand la nappe d'eau souterraine peut s'échapper dans un ruisseau ou une rivière avoisinante.
Ce phénomène est le même que dans la théorie précédente. La différence, c'est l'origine de l'expansion de la nappe d'eau souterraine. Dans la théorie précédente, l'eau viendrait de réparations effectuées sur le ruisseau Petit Bras. Dans cette nouvelle théorie, l'origine serait la fonte des neiges. Le glissement de terrain s'est passé le 4 mai 1971, soit moins d'un mois après la disparition de la dernière neige. Le sol n'aurait pas été assez imperméable, ce qui aurait augmenté la nappe d'eau souterraine et enlevé tout appui au sol. C'est ce manque d'appui qui serait la cause de la catastrophe.

#### Hypothèse des experts
Le glissement de terrain survenu à Saint-Jean-Vianney est de type « coulée argileuse ». Ce type de glissement de terrain est commun sur l’ensemble du territoire québécois et il survient dans des argiles sensibles au remaniement (Cur< 1 kPa et Il>1,2).
Un premier mouvement a été observé le long du ruisseau du Petit Bras quelques jours auparavant. L’évacuation des débris de ce glissement a laissé une paroi haute et raide à la limite de la stabilité. Lorsque ce type d’incident se produit, les pressions d’eau diminuent dans la paroi arrière du glissement.
Quelques jours plus tard, les pressions d’eau se sont ajustées dans la paroi créant ainsi une succession de ruptures dans le sol argileux.
Cette succession de glissements de terrain a laissé une cicatrice d'une superficie de 30 hectares pour une rétrogression de 580 mètres.

## Commémoration

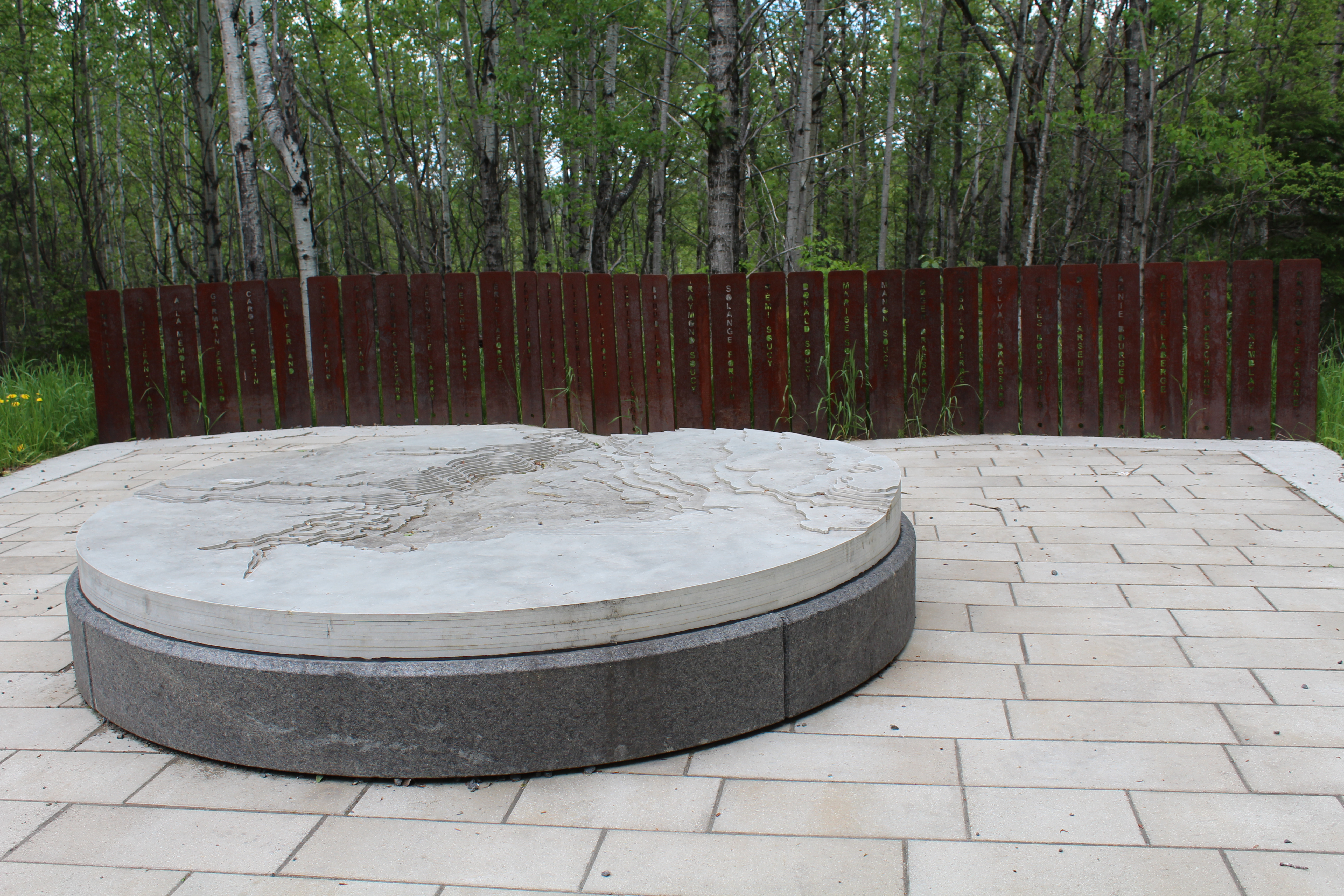
Mémorial dédié aux disparus de Saint-Jean-Vianney

Un monument dédié aux disparus de cette tragédie a été érigé en face du cimetière de Shipshaw.Un mémorial dédié aux disparus et au souvenir de la municipalité a été érigé en 2021, 50 ans après le drame, près des marches du parvis de l'ancienne église dans le secteur de Saint-Jean-Vianney

## Médiagraphie
- Soudain à Saint-Jean-Vianney (1972) (Office du film du Québec) (26 m)
- Reflets d'un Pays - Saint-Jean-Vianney : 15 ans après le glissement de terrain (29 juillet 1986) (SRC) (23 m)
- Saint-Jean-Vianney...déjà 20 ans (4 mai 1991) (CKRS-TV, SRC) (28 m)
- Saint-Jean-Vianney : Le cauchemar (1er mai 1996) (TQS) (25 m)
- Mongrain - Saint-Jean-Vianney 25 ans (3 mai 1996) (TVA) (28 m)
- Série Noire - L'engloutissement de Saint-Jean-Vianney (24 septembre 2001) (Historia) (50 m)
- Tout le Monde en Parlait - Saint-Jean-Vianney, Village englouti (8 juillet 2014) (SRC) (21 m)
- Guillaume Roy, Une tragédie gravée dans la mémoire collective, Le Progrès, Édition magazine, semaine du 1er au 7 mai, p. 14-15.
- Guillaume Roy, Des avancées scientifiques éclaircissent les causes, Le Progrès, Édition magazine, semaine du 1er au 7 mai. p. 16.
- Guillaume Roy, Honorer l'histoire des victimes et du village, Le Progrès, Édition magazine, semaine du 1er au 7 mai. p. 17.
- Karine Gagnon, Un drame qui frappe, Le Journal de Québec, samedi 1er mai 2021 p. 30.
- Stéphanie Martin, Des survivants marqués à vie, Le Journal de Québec, samedi 1er mai 2021 p. 31.
- Stéphanie Martin, Mémorial érigé un demi-siècle plus tard, Le Journal de Québec, samedi 1er mai 2021 p. 33.
- Russel Bouchard, Terres-rompues et ses localités: le cataclysme de Saint-Jean-Vianney, dans Villages fantômes, localités disparues ou méconnues du Haut-Saguenay, Société Historique du Saguenay, Cahiers de Saguenayensia, Histoire des municipalités, no 12, p. 61-100.
- Revue Saguenayensia, Saint-Jean-Vianney La fin du monde, volume 62, no 1, 2021, 46 pages.
- Gervais Pomerleau, Saint-Jean-Vianney village englouti, Humanitas, 1996, 264 pages.
- Martin Harvey & Frédéric Gagné, "Cette nuit-là" 2024, court-métrage indépendant 36 minutes.